# فلورين كوستيا
فلورين كوستيا (بالرومانية: Florin Costea)‏ هو لاعب كرة قدم روماني في مركز الهجوم، ولد في 16 مايو 1985 في Drăgășani ‏ في رومانيا. شارك مع منتخب رومانيا لكرة القدم. أما مع النوادي، فقد لعب مع أرسنال تولا وستيوا بوخارست وسي إف آر كلوج ونادي زاخو ويونيفرسيتاتيا كرايوفا.

## وصلات خارجية
- فلورين كوستيا على موقع الاتحاد الأوربي (الإنجليزية)
- فلورين كوستيا على موقع قاعدة بيانات كرة القدم.إي يو (الإنجليزية)
- فلورين كوستيا على موقع ناشيونال فوتبول تيمز (الإنجليزية)
- فلورين كوستيا على موقع Soccerway.com (الإنجليزية)
- فلورين كوستيا على موقع عالم كرة القدم.نت (الإنجليزية)